# Jason van Blerk
Jason van Blerk (Sydney, 16 maart 1968) is een Australisch voormalig profvoetballer. Hij speelde voornamelijk op het middenveld maar kon ook als verdediger uit de voeten. 

## Loopbaan als speler
Van Blerk begon zijn professionele loopbaan bij Blacktown City en APIA Leichhardt in Australië en maakte zijn eerste transfer naar Europa bij Sint Truiden in België. Na een korte terugkeer in Australië bij APIA Leichhardt en St George vertrok hij voor de tweede keer naar Europa. Hij speelde 3 seizoenen bij Go Ahead Eagles alvorens naar Engeland te vertrekken. 
In Engeland verdiende hij een contract bij Millwall waar hij tot 1997 speelde. In 1997 maakte hij transfervrij de overstap naar Manchester City waar hij echter niet wist door te breken. Het volgende seizoen werd hij voor 250.000 pond overgenomen door West Bromwich Albion. Van Blerk speelde bij hier 3 seizoenen voordat hij in 2001 vertrok. Hij speelde hierna in 3 jaar tijd voor verschillende clubs in Engeland (Stockport County, Hull City, Shrewsbury Town, Altrincham en Colwyn Bay), om vervolgens terug te keren naar Australië.
In 2006 beëindigde hij zijn loopbaan bij APIA Leichhardt.

## Internationale carrière
Van Blerk speelde 27 keer voor het Australische elftal. Zijn debuut maakte hij op 25 augustus 1990 tegen Indonesië. Zijn enige doelpunt scoorde hij op 8 juli 1992 tegen Kroatië.

## Loopbaan als trainer
Van Blerk werd als hoofdcoach aangenomen bij Northern Spirit FC voor het seizoen 2009. Na drie jaar vertrok hij naar New South Wales Premier League team Central Coast Mariners Academy.
Zijn vader Cliff van Blerk is tevens een Australisch international.